# Federação Brasileira de Football (1915)
A Federação Brasileira de Foot-Ball foi um órgão dirigente do futebol do Brasil, com sede em São Paulo. Fundado em 1915 pela Liga Paulista de Foot-Ball, a FBF tinha como objetivo principal ser a entidade legítima e exclusiva que comandasse o futebol brasileiro e fizesse frente à Federação Brasileira de Sports, entidade que havia sido criada no ano anterior por iniciativa da Liga Metropolitana de Sports Athleticos e suporte da Associação Paulista de Sports Athleticos, ambas rivais da Liga Paulista.

## História

### Antecedentes
Embora mantivessem contatos desportivos desde 1901, ano em que foi realizado em São Paulo a primeira partida entre um combinado de jogadores paulistanos e um grupo de atletas vindos do Rio de Janeiro, as associações futebolísticas das duas cidades não tiveram inicialmente interesse em desenvolver relações de cooperação mais aprofundadas, já que cariocas temiam o crescimento dos clubes da Liga Paulista de Foot-Ball e os paulistanos receavam que a Liga Metropolitana de Sports Athleticos pudesse fortalecer-se politicamente junto a associações de outras partes do país.
Essa situação mudou a partir de 1913, quando a Liga Paulista, a associação de futebol mais antiga do Brasil, entrou em confronto com um de seus fundadores, o tradicional clube Paulistano, por causa do mando da partida contra o Americano. A Liga havia marcado o duelo para o campo do Parque Antártica, mas o Paulistano queria atuar no estádio do Velódromo. Ciente de que seus adversários não estariam no Velódromo, os jogadores do Paulistano foram para lá, provocando o cancelamento da partida e, posteriormente, uma série de retaliações da LPF contra o clube que culminaram no rompimento entre as partes. Como consequência, o Paulistano fundou a dissidente Associação Paulista de Sports Athleticos em 22 de abril de 1913.
Ciente da divisão no futebol paulista e visando pavimentar o caminho para conquistar a hegemonia sobre o futebol brasileiro, dirigentes da Liga Metropolitana de Sports Athleticos iniciaram uma aproximação com a entidade dissidente paulista para propor a criação de uma entidade nacional que centralizasse a gestão desportiva no Brasil, um projeto que já gozava de amplo apoio de entidades esportivas das mais diferentes regiões do país. Ao notar o estreitamento de relações entre APSA e LMSA, a LPF passou a acompanhar atentamente os movimentos desta.
Dirigente da Liga Metropolitana, Álvaro Zamith organizou um encontro na capital federal em 8 de junho de 2014 com representantes da Federação Brasileira das Sociedades de Remo, do Automóvel Club do Brasil, do Aeroclube Brasileiro, do Clube Ginástico Português, do Iate Clube Brasileiro e da Comissão Central de Concursos Hípicos. Ao final dessa reunião, foram estabelecidas as bases para a fundação do Comitê Olímpico Brasileiro, entidade responsável por organizar e preparar as delegações de atletas brasileiros que iriam representar o país em Jogos Olímpicos, e também da Federação Brasileira de Sports, que ficaria incumbida da gestão desportiva, incluindo a organização de eventos esportivos nacionais e internacionais no Brasil. Sob pressão pela urgência de formar uma delegação brasileira para a disputa dos Jogos Olímpicos de 1916, os signatários do documento de junho de 1914 priorizaram a regulamentação do COB, o que acabou negligenciando a estruturação da FBS.

### Nascimento
A postura negligente dos fundadores da FBS ofertou à LPF uma oportunidade de conquistar uma vitória política tanto sobre seus rivais locais quanto sobre os grupos cariocas que tencionavam estabelecer um controle unificado do esporte brasileiro. Dessa forma, a LFP priorizou a constituição de uma organização federal exclusivamente para gerir o futebol do Brasil, prevendo que com isso poderia obter reconhecimento de entidades de outros países e da própria Fédération Internationale de Football Association, cuja diretriz explicitamente previa a filiação de entidades nacionais dedicadas unicamente à organização do futebol.
Presidente da Liga Paulista, Mário Cardim propôs em uma reunião entre seus clubes associados a criação da Federação Brasileira de Foot-Ball, algo que se concretizou com a assinatura de um documento em 3 de março de 1915 para previa a criação dessa entidade nacional. Times do Paraná e Rio Grande do Sul também apoiavam a iniciativa da Liga Paulista, que encaminhou no dia seguinte ofício à Argentine Association Football League e à Liga Uruguaya de Football, entidades com as quais a LPF mantinha boas relações, para noticiar a criação da FBF e solicitar o seu reconhecimento formal. Com a reação positiva das associações dos países vizinhos, a Liga conquistou um trunfo essencial para legitimar internacionalmente a Federação Brasileira. Com a aprovação do seu estatuto em 16 de agosto de 1915, a FBF formalizou pedido junto à FIFA como proponente para a inscrever o Brasil como país-membro.

### Disputas e ocaso
Essa atitude colocava em risco a primazia da FBS, que ficara relegada a segundo plano desde sua fundação. Dezessete meses após sua criação formal, a FBS teve finalmente seu estatuto jurídico aprovado em assembleia realizada no Rio de Janeiro em 15 de novembro de 1915, que contou com representantes da LMSA, da APSA, da Liga Paraense de Foot-ball, da Liga Sportiva Paranaense, da Federação Sportiva Riograndense, além das federações de remo de São Paulo e do Rio, da Comissão Central de Concursos Hípicos, do Aeroclube Brasileiro e do COB. Desconsiderando a solicitação anterior da FBF, a FBS encaminhou seu pedido de inscrição à FIFA. A ausência de respostas da entidade internacional de futebol para as propostas separadas de filiação do Brasil indicava que a FIFA não tomaria parte no litígio entre as duas federações rivais. Caberia, portanto, que as duas associações desportivas brasileiras chegassem a um acordo para resolver o imbróglio.
Um estímulo para tal seria a realização de um campeonato com selecionados sul-americanos em 1916 que celebraria o Centenário da Independência da Argentina, a associação de futebol do país vizinho enviou ofícios conjuntos para LPF e LMEA, os quais solicitavam a participação de uma equipe organizada pelas duas entidades visando à disputa do torneio continental em Buenos Aires.
Contudo, o impasse entre FBS (liderada pela Liga Metropolitana) e a FBF (encabeçada pela Liga Paulista) permaneceu. Diante do esgotamento dos canais de negociação entre as partes litigantes e o agravamento da situação no Brasil, que colocava em risco não apenas a presença brasileira no primeiro campeonato sul-americano entre seleções, como também a imagem do país no exterior, o próprio Itamaraty envolveu-se diretamente na condução da negociação. Na tarde de 21 de junho de 1916 e com a presença de representantes da FBS, da FBF, da LPF, da LMSA e da AP, o chanceler brasileiro Lauro Müller costurou um acordo no qual as partes concordariam com a criação da Confederação Brasileira de Desportos. Embora estivesse previsto a interrupção das atividades tanto da FBS quanto da FBF, até que a diretoria da nova entidade fosse escolhida, o representante legal da CBD seria Álvaro Zamith, um indício inequívoco de que a Confederação se instituíra a partir da FBS e e de que haveria uma continuidade entre as duas organizações.
Após aprovar seu estatuto, a Confederação Brasileira de Desportos ingressou com o pedido formal de filiação a recém-criada Confederación Sudamericana de Fútbol em dezembro de 1916. Representante da CBD, Joaquim de Souza Ribeiro foi surpreendido com a notícia de que a FBF também havia encaminhado ofício reivindicando sua filiação, mas conseguiu apresentar toda a documentação que comprovava o acordo firmado que reconhecia o caráter unitário e soberano da nova entidade brasileira. Em 1917, um acordo final no futebol paulista extinguia a Liga Paulista de Foot-Ball, principal mentora da FBF e que seria incorporada em definitivo à Associação Paulista de Sports Athleticos.